# Giuseppe Rausa
Giuseppe Rausa (Monza, 24 aprile 1958) è un giornalista, critico cinematografico e musicista italiano.
Ha insegnato pianoforte presso il conservatorio "Nicolini" di Piacenza, dove ha tenuto anche corsi di storia della musica rock e storia del jazz.

## Biografia
Diplomato in pianoforte (1979) e laureato in filosofia con una tesi in storia della musica (1981), si è dedicato fin dai primi anni ottanta agli studi storici e musicologici nell'ambito dei quali ha svolto un'intensa attività di conferenziere. Ha pubblicato, oltre a numerosi saggi, una monografia su Robert Schumann (Mursia, 1992), una Storia dell'opera italiana (Bruno Mondadori, 2000; in collaborazione con Fabrizio Dorsi) e una Introduzione a Verdi (Bruno Mondadori, 2001).
Giornalista (pubblicista dal 1985) e storico del cinema ha scritto centinaia di articoli di critica cinematografica per il quotidiano Il Giorno (1983-87) e saggi per numerose riviste specializzate (Segnocinema, Schermo). Ha inoltre pubblicato un libro sul regista Fred Zinnemann (Nuova Italia, 1985).
Nella prima metà del 2001 ha redatto la monografia L'enigmatico cinema di Stanley Kubrick edito online.
A partire dal 2003 scrive Storia del cinema italiano. Gli anni quaranta e Gli anni cinquanta online.
Nell'ottobre 2005 ha pubblicato il Dizionario della musica rock in due volumi per la Rizzoli.
Nel 2007 ha edito online il "dittico" Indagine intorno ad alcuni aspetti della biografia e della musica di Wolfgang Amadeus Mozart e Ludwig van Beethoven tra gli Asburgo e Napoleone.
Ha pubblicato il volumetto su Robert Schumann edito da Skira in allegato al Corriere della Sera (maggio 2007).

## Pubblicazioni
- Invito all'ascolto di Robert Schumann, Milano, Mursia, 1992, ISBN 9788842512981.
- Storia dell'opera italiana, Milano, Bruno Mondadori, 2000, ISBN 9788842494089. con Fabrizio Dorsi.
- Introduzione a Verdi, Milano, Bruno Mondadori, 2001, ISBN 9788842497615.
- Dizionario della musica rock, Milano, Rizzoli, 2013, ISBN 9788858658239.
- Zodiaco. 12 piccoli pezzi per pianoforte, Milano, Casa Musicale Eco, 2013, ISBN 9788860534743.
- Storia dell'opera italiana dal Seicento ai giorni nostri, Milano, Mursia, 2022, ISBN 9788860536105. con Fabrizio Dorsi.